# Mariano Bíttolo
Mariano Ezequiel Bíttolo (Morón, 24 aprile 1990) è un calciatore argentino, difensore del Deportivo Morón.

## Caratteristiche tecniche
È un terzino sinistro.

## Palmarès
- Campionato argentino: 3

Vélez Sarsfield: 2010-2011 (C), 2012-2013 (A), 2012-2013